# Trunch
Trunch – wieś w Anglii, w hrabstwie Norfolk, w dystrykcie North Norfolk. Leży 27 km na północ od Norwich i 183 km na północny wschód od Londynu. W 2001 miejscowość liczyła 805 mieszkańców.